# Brigade Gibraltar
La brigade Gibraltar est une célèbre brigade d'infanterie au sein de l'armée du Potomac au cours de la guerre de Sécession. Remarquée pour sa ténacité au combat, la brigade tire son surnom de la fermeté du rocher de Gibraltar. Elle sert dans de nombreux grands combats du théâtre oriental, y compris les principales actions de la bataille de Gettysburg, en juillet 1863, lorsque les éléments de la brigade contre-attaquent les confédérés de Caroline du Nord et les Louisiana Tigers sur Cemetery Hill. Une autre partie de la brigade aide à repousser la charge de Pickett le lendemain.
À travers une grande partie de la guerre, la brigade Gibraltar est composée des 4th Ohio Infantry, 8th Ohio Infantry, 14th Indiana Infantry et 7th West Virginia Infantry. La brigade est renforcée par les 24th et 28th New Jersey avant la bataille de Fredericksburg. Avant la campagne de l'Overland au début de 1864, ses rangs sont renforcés par l'ajout du 1st Delaware, 12th New Jersey, et du 10th New York Battalion.
Ses commandants comprennent Nathan Kimball, Samuel S. Carroll, et Thomas A. Smyth.